# Аннинские Минеральные Воды
А́ннинские Минера́льные Во́ды — село в Ульчском районе Хабаровского края. Входит в состав Сусанинского сельского поселения.
Расположено в 7 км к юго-востоку от села Сусанино.
В селе находится санаторий «Аннинские минеральные воды».
Минеральная вода пригодна для питья и используется для водолечения.
Часто для села и санатория используется название «Анненские минеральные воды».

## Население
| 1992 | 2002 | 2010 | 2011 | 2012 | 2021 |
| ---- | ---- | ---- | ---- | ---- | ---- |
| 337  | ↘265 | ↘234 | ↘232 | ↘228 | ↘161 |